# ریچارد ساپر
ریچارد ساپر (به آلمانی: Richard Sapper) (تلفظ در آلمانی: [ریشارد زاپر])؛ (زادهٔ ۳۰ مهٔ ۱۹۳۲ میلادی – درگذشتهٔ ۳۱ دسامبر ۲۰۱۵ میلادی) یک طراح صنعتی اهل آلمان مستقر در میلان، ایتالیا بود. او یکی از مهم‌ترین طراحان نسل خود در نظر گرفته می‌شود، محصولات او معمولاً ترکیبی از نوآوری فنی، سادگی فرم و عنصری از شوخ‌طبعی و شگفتی را نشان می‌دهند. او جوایز طراحی بین‌المللی متعددی از جمله ۱۱ جایزهٔ معتبر پرگار طلا و جایزهٔ لاکی استرایک از بنیاد ریموند لووی را دریافت کرده‌است. محصولات او با بیش از ۱۵ طرح در موزهٔ هنر مدرن نیویورک (ام‌اُ‌ام‌ای) و همچنین موزهٔ ویکتوریا و آلبرت لندن و موزهٔ طراحی، بخشی از مجموعه دائمی موزه‌های بسیاری در سراسر جهان هستند.

## زندگی‌نامه

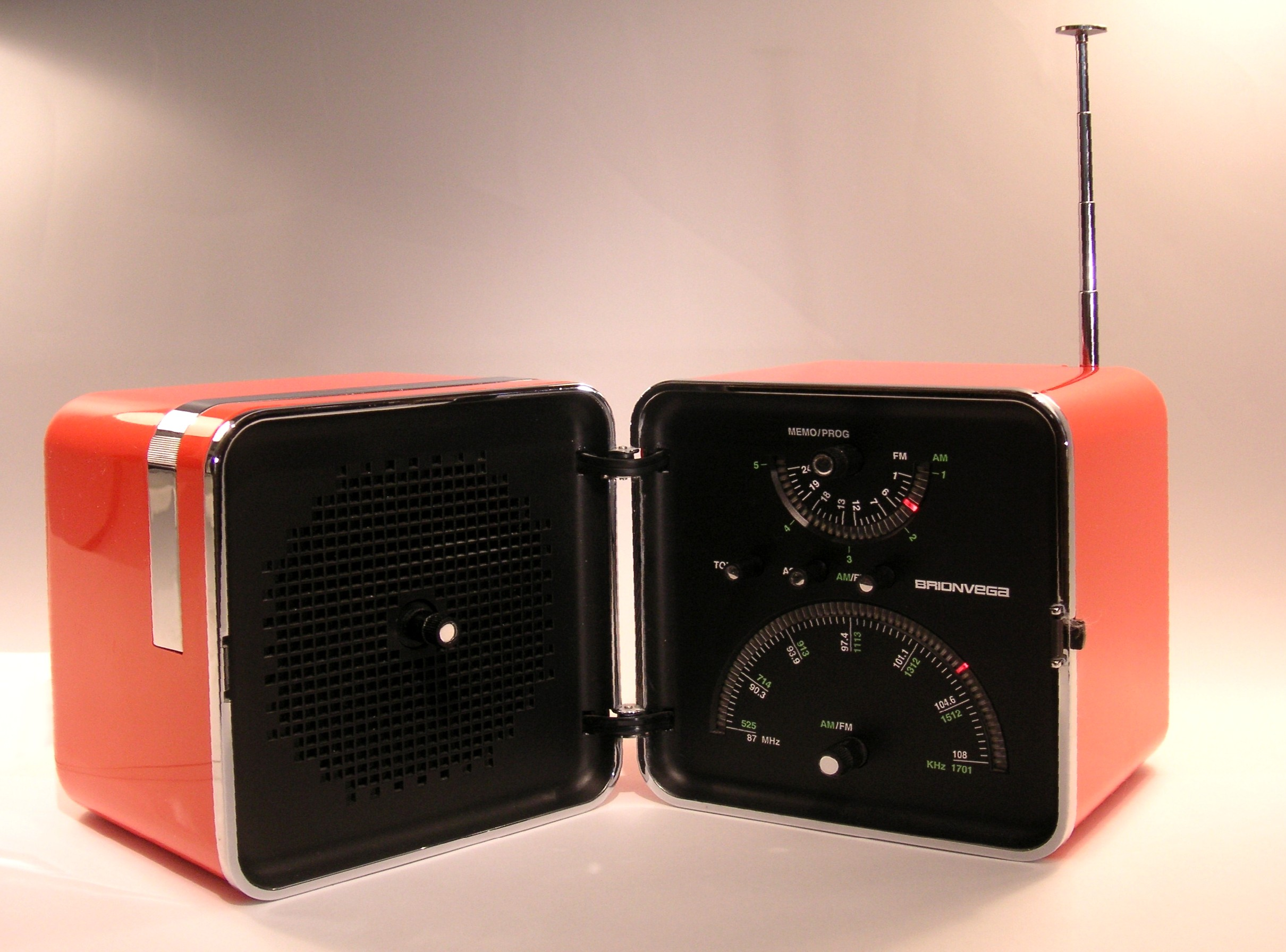
رادیو تی‌اس۵۰۲

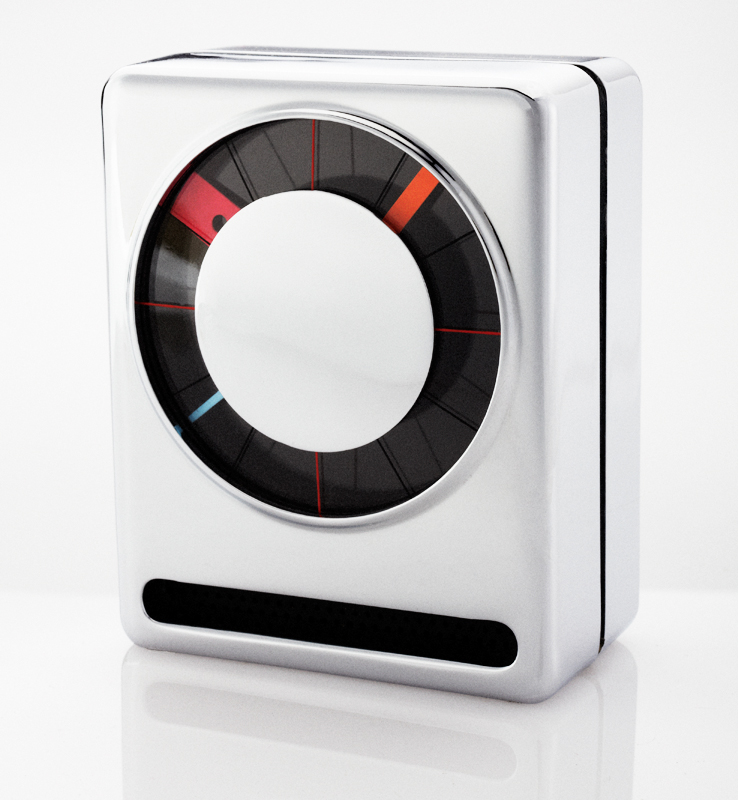
ساعت ساندویچی ریچارد ساپر

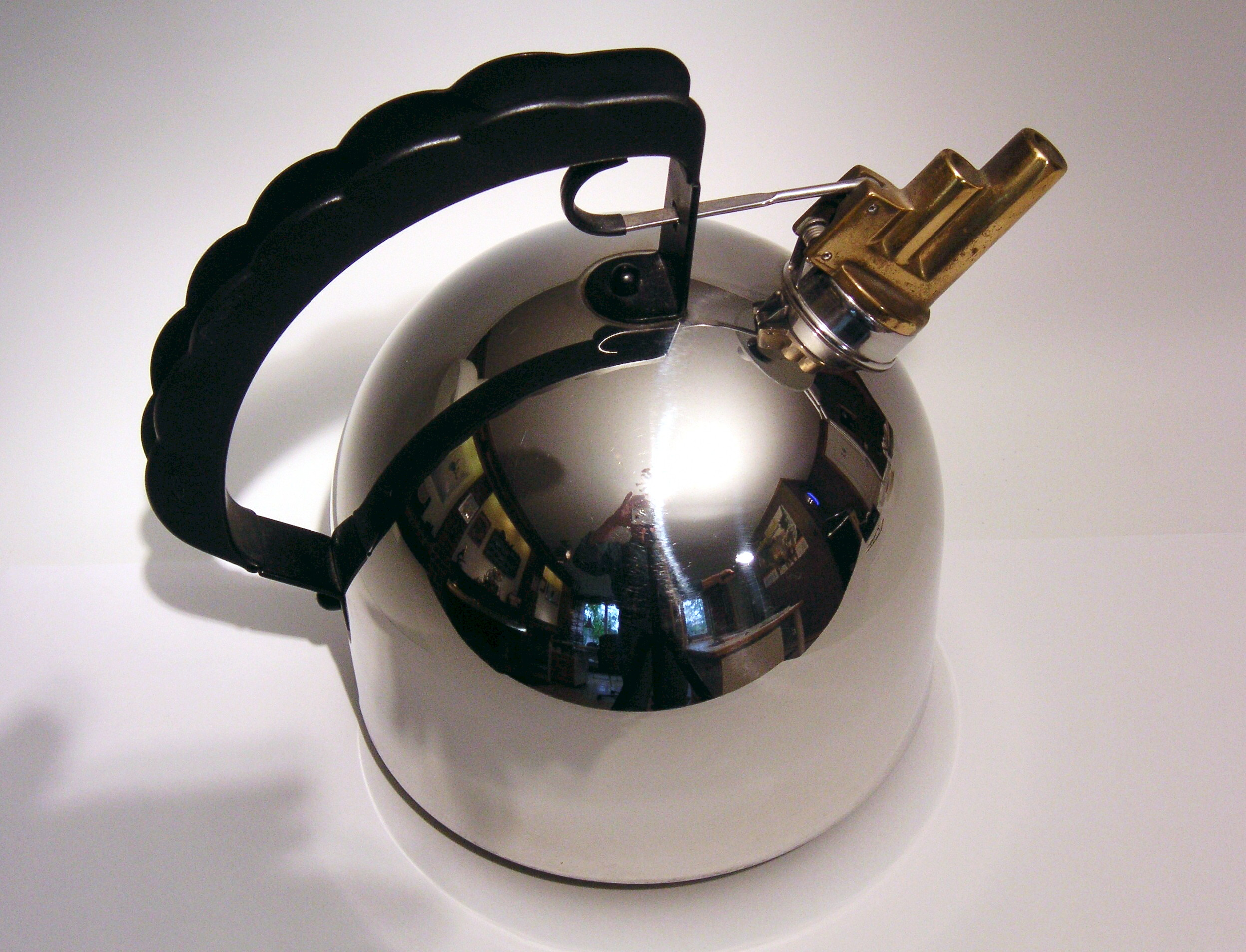
بولیتوره (کتری) برای آلسی

او در ۳۰ مه ۱۹۳۲ میلادی در مونیخ به دنیا آمد. وی از دانشگاه مونیخ فارغ‌التحصیل شد.
ساپر پس از شروع به عنوان طراح در بخش استایل مرسدس-بنز، در سال ۱۹۵۸ میلادی به میلان نقل مکان کرد، جایی که در ابتدا به دفاتر معمار جو پونتی و متعاقباً به بخش طراحی لا ریناشنته پیوست. در سال ۱۹۵۹ میلادی، او با معمار و طراح ایتالیایی، مارکو زانوسو، همکاری کرد، این همکاری به مدت ۱۸ سال تا سال ۱۹۷۷ میلادی ادامه داشت. این زوج در سال ۱۹۵۹ میلادی به عنوان مشاور بریونگا استخدام شدند، یک شرکت ایتالیایی که تلاش می‌کرد لوازم الکترونیکی با طراحی خوبی تولید کند که با محصولات تولید شده در ژاپن و آلمان رقابت کند. آن‌ها با هم مجموعه‌ای از رادیوها، تلویزیون‌ها و دیگر لوازم الکترونیکی مصرفی را طراحی کردند که به نمادهای ماندگار تبدیل شدند. از طرح‌های قابل توجه‌تر آن‌ها می‌توان به دونی ۱۴ مدور، جمع‌وجور و قابل‌حمل اشاره کرد (۱۹۶۲)، اولین تلویزیونی که دارای ساختار کاملاً ترانزیستوری بود، و رادیو تی‌اس۵۰۲ (۱۹۶۵)، یک جعبه مستطیل شکل با لولاهایی که پس از باز کردن، بلندگوها و کنترل‌ها را نشان می‌دهد. . آن‌ها در سال ۱۹۶۵ با استفاده از زیبایی‌شناسی مینیمالیسم مجسمه‌سازی، تلفن گریلو تاشو را برای زیمنس و ایتالتل ایجاد کردند. در سال ۱۹۶۴ میلادی، ساپر و زانوسو صندلی سبک‌وزن کودکان کی۱۳۴۰ را برای کارتل طراحی کردند، اولین صندلی که کاملاً از پلاستیک ساخته شد.
پس از راه‌اندازی استودیوی مستقل خود در سال ۱۹۵۹ میلادی، ساپر ساعت رومیزی استاتیک را برای لورنز طراحی کرد که اولین جایزهٔ پرگار طلا را برای او به ارمغان آورد و تا به امروز در حال تولید است. در سال ۱۹۷۲ میلادی، ساپر چراغ تیتزیو را برای آرتماید طراحی کرد، یکی از اولین چراغ‌های رومیزی با استفاده از لامپ‌های هالوژن با بازوهای رسانای جریان ولتاژ پایین برای رفع نیاز به سیم. تیتزیو یکی از پرفروش‌ترین چراغ‌هایی است که تاکنون تولید شده‌است. ساپر به خلق آثار کلاسیک طراحی از جمله سری صندلی اداری ساپر برای نول در سال ۱۹۷۹ میلادی، مجموعه ای از ساعت‌های وقت‌نگهدار، برای هویر در سال ۱۹۷۶ میلادی و صندلی تاشو ننا برای بی‌اندبی ایتالیا در سال ۱۹۸۴ میلادی ادامه داد. در سال ۱۹۷۸ میلادی، آلسی اولین محصول از یک مجموعهٔ مفصل را به ساپر سفارش داد، اسپرسو ساز روی اجاق-گاز ۹۰۹۰؛ پس از آن، کتری آبی دو-نُت سوت‌دار بولیتوره (کتری) در سال ۱۹۸۴ میلادی، قوری باندونگ در سال ۱۹۹۰ میلادی به دنبال آن بود. اسپرسوساز کوبان در سال ۱۹۹۷ میلادی، رندهٔ پنیر تودو در سال ۲۰۰۶ میلادی و سری ظروف آشپزی چینتورا دی اوریونه (کمربند جبار) در سال‌های ۱۹۸۶ و ۲۰۰۹ میلادی، با همکاری سرآشپزهایی مانند راجر ورج، پیر و میشل ترویسگروس، و آلن شاپل طراحی شد.
در سال ۱۹۸۰ میلادی، ساپر به عنوان مشاور اصلی طراحی صنعتی در آی‌بی‌ام منصوب شد و شروع به طراحی رایانه‌های قابل حمل متعددی کرد، از جمله اولین تینک‌پد ۷۰۰سی در سال ۱۹۹۲ میلادی، که سنت ماشین‌های خاکستری-مرواریدی شرکت را با جعبهٔ مستطیلی مشکی ساده و زیبا شکست. این جعبهٔ مینیمالیستی یک شگفتی را در داخل نشان می‌دهد: یک دکمهٔ قرمز کوچک در میان صفحهٔ کلید که برای کنترل مکان‌نمای صفحهٔ نمایش به کار می‌رود. ساپر به نظارت بر برند تینک‌پد به عنوان مشاور طراحی لنوو پس از تصاحب بخش پی‌سی آی‌بی‌ام در مه ۲۰۰۵ میلادی ادامه داد.
ساپر در طول زندگی حرفه‌ای خود توجه زیادی به مسائل حمل و نقل اختصاص داد. او با فیات بر روی خودروهای آزمایشی، به ویژه در سیستم‌های سپر پنوماتیک، و با پیرلی روی توسعهٔ ساختارهای پنوماتیک کار کرد. در سال ۱۹۷۲ میلادی، او با معمار گائه اولنتی یک گروه مطالعاتی برای توسعهٔ سیستم‌های حمل‌ونقل شهری جدید تشکیل داد، موضوعی که بیشتر برای نمایشگاهی در شانزدهمین تری‌یناله در میلان، سال ۱۹۷۹ میلادی دنبال کرد و شامل طراحی اتوبوسی برای فیات بود که این امکان را فراهم کرد که مسافران دوچرخه‌های خود را در یک قفسه قرار دهند. تحقیقات او با طراحی زومبایک (دیگر در حال تولید نیست)، یک دوچرخهٔ سبک‌وزن طراحی شده با فن‌آوری هواپیما برای دستیابی به قدرت و شتاب مورد نیاز، که می‌تواند به سرعت و به سادگی به عنوان یک چتر جمع شود و به راحتی در صندوق عقب ماشین جا شود، به اوج خود رسید.
فهرست مشتریان ساپر شامل آلسی، آرتماید، بی‌اندبی ایتالیا، کاستلی، هویر، آی‌بی‌ام، کارتل، نول اینترنشنال، لنوو، لورنز، ماجیس، مولتنی یونیفور، پیرلی بود.
ساپر در دانشگاه ییل، آکادمی هنر اشتوتگارت، دانشگاه پکن، کالج سلطنتی هنر در لندن، آکادمی دوموس در میلان، دانشگاه بوئنوس آیرس، و دانشگاه هنرهای کاربردی در وین تدریس و سخنرانی کرد.
ساپر عضو افتخاری انجمن سلطنتی هنر در انگلستان و عضو آکادمی هنرها در آلمان بود. شورای طراحی آلمان در سال ۲۰۰۹ میلادی به ساپر جایزهٔ یک عمر دستاورد برای طراحی خود را اعطاء کرد و در سال ۲۰۱۰ میلادی مدرک دکترای افتخاری از دانشگاه کارولینای شمالی به او اعطاء شد. در سال ۲۰۱۲ میلادی، ساپر نشان صلیب شایستگیِ نشان شایستگی را از رئیس‌جمهور، جمهوری فدرال آلمان دریافت کرد.
ساپر در ۳۱ دسامبر ۲۰۱۵ میلادی در سن ۸۳ سالگی درگذشت.

## زندگی شخصی
او در ۱۶ ژانویه ۱۹۶۳ میلادی در اشتوتگارت با دوریت پولز ازدواج کرد.